# Cao Yu
Cao Yu (chinês: 曹禺, pinyin: Cáo Yǔ, Wade-Giles: Ts'ao Yü) (Tianjin, China, 24 de setembro de 1910 - Qianjiang, 13 de dezembro de 1996) foi um escritor chinês contemporâneo e considerado como o melhor dramaturgo em língua chinesa do século XX. Suas obras mais conhecidas são La tempestad, com a qual se fez conhecer como autor, El amanecer e El hombre de Pekín.

## Biografia e obra

### Infância
Nascido no seio de uma família abastada de Tianjin, recebeu o nome de Wàn Jiābǎo (chinês tradicional: 萬家寶, chinês simplificado: 万家宝). Sua família procedia originalmente de Qianjiang, na província de Hubei, entretanto os negócios da família levaram seus pais para Tianjin, cidade com um ambiente cosmopolita e com forte influência ocidental. Na sua infância, sua mãe sempre o levava para ver os espetáculos tradicionais de ópera chineses e, também, os espetáculos teatrais com influência ocidental que começavam a ser escritas e representadas na China. O teatro que seguia modelos ocidentais e que era chamado pelo termo chinês huàjù (話劇 / 话剧) penetrava na China na época da revolução cultural promovida por intelectuais como Chen Duxiu e Hu Shih, cristalizando-se, no ano de 1919, no chamado Movimento do Quatro de Maio.

### Primeiras obras

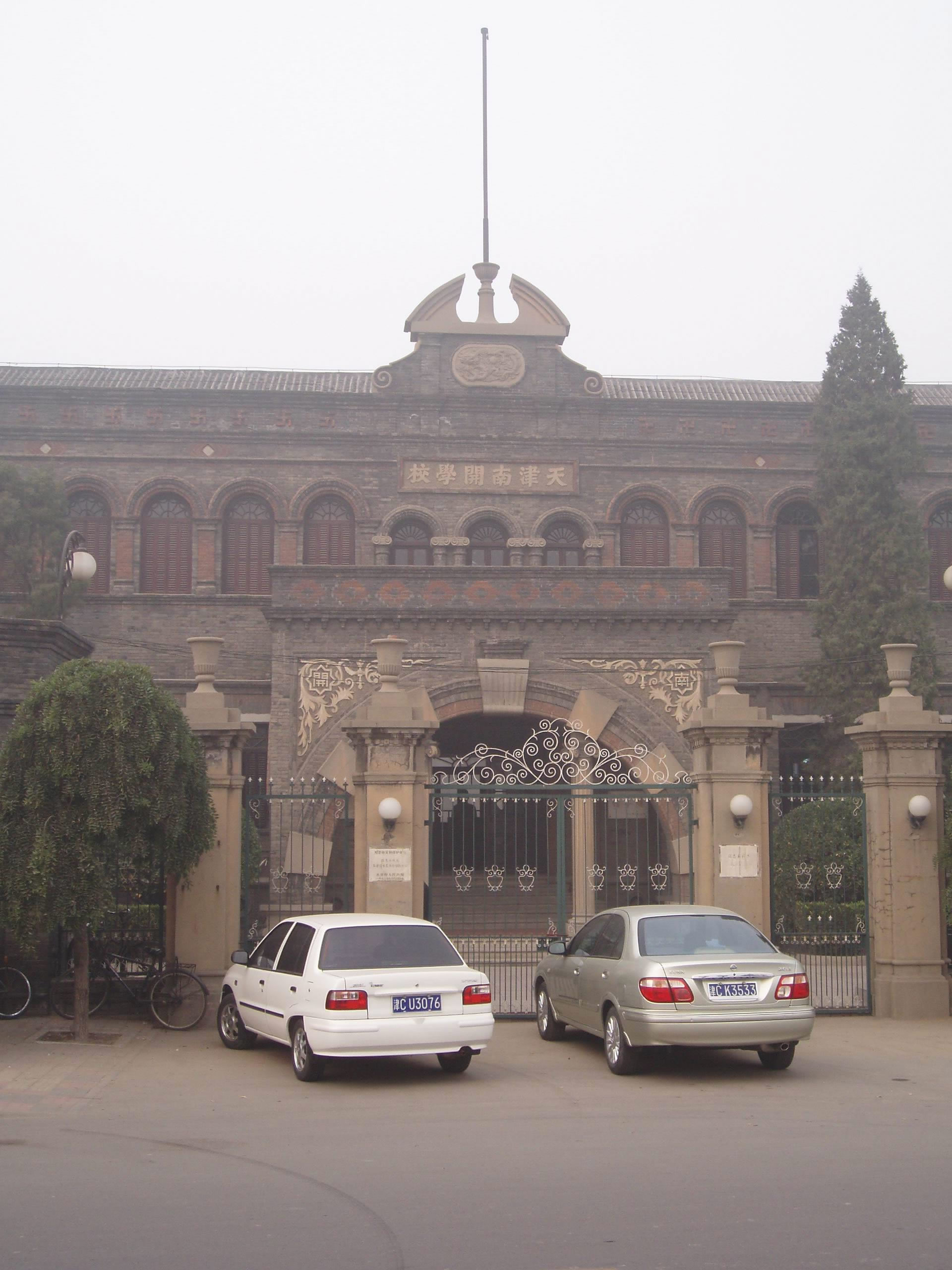
Escola secundária em Nankai, onde Cao estudou e atuou em peças ocidentais

Entre 1920 e 1924 Cao Yu estudou na escola secundária de Nankai, escola que possuía um programa de estudos seguindo um estilo ocidental. Além disso, Nankai contava com uma sociedade de arte dramática em que os estudantes representavam obras ocidentais, especialmente as de Henrik Ibsen e Eugene O'Neill, os autores mais conhecidos na China graças às traduções de Hu Shih. Cao Yu participou como autor em muitas dessas obras, chegando a assumir o papel feminino de Nora na obra La casa de muñecas de Ibsen. Também participou na tradução da obra Strife de John Galsworthy.
Depois de sua etapa em Nankai, Cao Yu ingressou na prestigiada Universidade de Tsinghai, em Pequim, onde se graduaria em Língua e Literatura Ocidentais em 1934. Durante seus estudos universitários, Cao Yu melhorou seus conhecimentos de russo e inglês, começando a ler não só obras de autores de língua inglesa como Bernard Shaw e Eugene O'Neill, como também de autores russos como Antón Chéjov e Máxim Gorki, e, ainda, obras traduzidas do grego como Eurípides e Esquilo. Esta formação em literatura ocidental marcaria seu estilo em um determinado gênero, o teatro falado, que teria tradição apenas na China. Durante seu último ano na universudade, Cao Yu completou sua primeira obra, La tempestad, a qual seria um marco no teatro chinês do século XX.
Enquanto as obras escritas pelos dramaturgos chineses anteriores a Cao Yu posuíam um interesse fundamentalmente histórico, mas não eram populares e nem recebiam êxito em suas críticas, as obras de Cao Yu alcançariam uma grande popularidade, fazendo se seu autor o primeiro dramaturgo chinês de fama internacional.

### La tempestad
La tempestad é, sem dúvida, a obra da dramaturgia chinesa mais popular do períoodo anterior à invasão japonesa. Foi publicada pela primeira vez em uma revista literária chamada Publicación Cuatrimestral Literaria, a qual havia sido fundada pelos intelectuais Zheng Zhenduo e Jin Yi, em 1934. Pouco depois de sua publicação na referida revista, seria representada na cidade de Jinan e, posteriormente, com grande sucesso em Shanghai e em Tokio em 1935. Em 1936, sua obra estreou em Nanjing com o próprio Cao Yu atuando como protagonista. Com o êxito de tais representações, a obra foi levada ao cinema em duas versões quase coincidentes, produzidas em Shanghai e Hong Kong, respectivamente, em 1938. A trama da obra gira em torno de uma família que se vê diante da destruição psicológica e física pela depravação moral de seus membros, dominados pela figura corrupta de Zhou Puyuan, o patriarca. O escândalo que se seguiu ao tratamento dado ao tema do incesto na obra contribuiu, sem sombra de dúvida, para a fama que teve a obra que, apesar de ser criticada por muitos por suas imperfeições técnicas, é considerada o marco do amadurecimento do gênero teatral moderno na China. Incluindo-se aqueles que colocaram em dúvida a qualidade literária de Cao Yu, como o famoso crítico C. T. Hsia, eles reconhecem que a popularização e a consolidação do gênero teatral na China deve-se às primeiras obras de Cao.

### El amanecereLa selva
A temática da progressiva degradação moral de pessoas diante de uma sociedade hostil continuaria na segunda obra de Cao Yu, El amanecer, publicada em 1936. Nessa obra, narra-se a história de várias mulheres em Shanghai, cujas vidas se desintegram em meio à falta de afeto e de compreensão da sociedade que as rodeia, presas a um destino trágico, do qual não podem escapar. Em 1937, sua terceira obra foi lançada, La selva, título também conhecido como El bosque ou El campo, tendo, este último, menos sucesso que os anteriores e narra uma história de assassinatos e vinganças em uma floresta. Os elementos sobrenaturais e fantásticos nessa obra caíram no gosto da crítica em geral, em uma época em que se valorizava mais o realismo social como o retratado nas duas primeiras obras de Cao Yu. Nos anos 1980, contudo, o interesse por formas narrativas não realistas despertou a atenção para esta obra de Cao Yu, e o próprio autor colaborou na produção de uma nova proposta em cena. A obra foi levada para o cinema em 1987.

### Produção literária e ocupação japonesa
Com a invasão da China pelos japoneses em 1937, Cao Yu refugiou-se na cidade central de Chongqing, jusnto ao governo de Chiang Kai-shek. Ali, escreveu sua quarta obra chamada La metamorfosis, muito diferente das anteriores ao se tratar de uma obra de exaltação patriótica. Representada pela primeira vez em 1939, retrata um hospital militar que é bombardeado pelo exército japonês. Este tipo de literatura, dedicada a uma causa política, converteu-se no estilo favorecido pela maior parte dos escritores chineses na época da guerra. Enquanto que, nas zonas controladas pelo governo de Chongging produziam-se obras de exaltação nacionalista, no norte do país, na zona controlada pelos comunistas de Mao, desenvolvia-se um tipo de literatura a serviço da causa comunista.
No ano de 1940, Cao Yu completou sua quinta obra de teatro, El hombre de Pekín, considerada sua obra mais profunda e bem sucedida. Ambientada em Pequim (então Beiping) da época, surpreendentemente a obra não faz alusão à guerra com o Japão e narra a história de uma família decadente, a qual percebe como seu mundo tradicional desmorona-se em meio a mudanças sociais que não é capaz de adaptar-se. O título da obra faz alusão ao hominídeo chamado homem de Pequim, que viveu no norte da China há centenas de milhares de anos. Por meio desta comparação, Cao Yu destaca a incapacidade de as famílias tradicionais adaptarem-se à sociedade moderna, uma vez que estão ancoradas nos usos e costumes do passado.
Em 1941, ainda em Chongqing, Cao Yu completou uma adaptação teatral da famosa obra La familia do novelista Ba Jin. Sua última obra escrita durante a ocupação japonesa foi El puente, publicada em 1945 e que estrearia em 1947, após o fim da guerra.
Durante sua estadia em Chongqing, Cao Yu ministrou aulas na escola de arte dramática da cidade e completou a tradução da obra Romeo e Julieta de William Shakespeare.

### Estados Unidos e China
Com o fim da ocupação japonesa, Cao Yu viajou para os Estados Unidos com Lao She, outro escritor chinês de grande prestígio. Ambos passariam um ano viajando pelo país. Ao regressar à China, foi contratado por alguns estúdios cinematográficos de Shanghai como roteirista e diretor do filme Día de sol radiante (艷陽天 / 艳阳天 Yànyángtiān), que estreou em 1946.

### Cao Yu e a República Popular
Com a proclamação da República Popular da China en 1949, Cao Yu tornou-se diretor do Grupo de Teatro da Arte Popular de Pequim, posto que ocuparia até a sua morte. Apesar de em sua juventude não ter-se mostrado inclinado à ideologia comunista, suas primeiras obras, com a descrição da decadência e crueldade da sociedade burguesa, admitiam uma interpretação marxista, interpretação essa que as tornou populares na sociedade chinesa dos anos 1960, época em que a ideologia de Mao Zedong exigia que a criação literária estivesse a serviço da causa comunista.
Mesmo com as repetidas representações de suas obras antigas, Cao Yu continuou a produzir. Em 1956, sua obra Cielo resplandeciente foi publicada e encenada e, em 1961, época de maior reconhecimento público, fez uma incursão no terreno do drama histórico com a obra El coraje y la espada. Esta obra, mesmo ambientada no Período dos Reinos Combatentes, ao final da dinastia Zhou, continha alusões ao fracasso da política de Mao Zedong, como o contenía alusiones claras al fracaso de las políticas de Mao Zedong, como o el Grande Salto Adiante. As críticas a Mao e à luta pelo poder na cúpula do diretório político da República Popular desembocaria na Revolução Cultural, campanha lançada por Mao para reafirmar seu poder e lutar contra os elementos burgueses e capitalistas tanto na política como na cultura. Os ataques contra os intelectuais durante a Revolução Cultural afetaram Cao Yu, marginalizando-o até seu ressurgimento após a morte de Mao e a subida ao poder de Deng Xiaoping.
Sua últuma obra intitula-se Wang Zhaojun, a qual estreou em 1979. Em 13 de dezembro de 1996, com 86 anos, Cao Yu falecia em Pequim.